# Rudolf Maros
Rudolf Maros (født 19. januar 1917 i Stachy, Tjekkiet, død 3. august 1982 i Budapest, Ungarn) var en ungarsk komponist og bratschist.
Maros studerede komposition og bratsch på Musikkonservatoriet i Budapest hos Zoltan Kodaly og Albert Siklós. Han studerede komposition videre privat hos Alois Haba. Han har skrevet en symfoni, to sinfoniettas orkesterværker, kammermusik, balletmusik, vokalmusik etc. Han spillede bratsch i Budapest Symfoniorkester, og var med i ledelsen på Musikkonservatoriet i Budapest.

## Udvalgte værker
- Symfoni (1956) - for strygeorkester
- Sinfonietta nr. 1 (1944) - for orkester
- Sinfonietta nr. 2 (1948) - for orkester